# Moshe Sharett
Moshe Sharett (in ebraico משה שרת; Cherson, 15 ottobre 1894 – Gerusalemme, 7 luglio 1965) è stato un politico ucraino naturalizzato israeliano, membro del Mapai, ministro degli esteri dal 1948 al 1955 e primo ministro di Israele dal 1953 al 1955.

## Biografia
Nato col nome di Moshe Shertok, nel 1908 all'età di quattordici anni emigrò nell'allora Palestina ottomana. La sua famiglia fu tra le fondatrici di Tel Aviv. Profondo conoscitore della cultura e della lingua araba è stato membro dell'Histadrut, il potente sindacato israeliano e dal 1933 al 1938 guidò i negoziati tra il governo britannico, che amministrava la Palestina su mandato della Società delle Nazioni, e l'Agenzia ebraica.
Incoraggiò Orde Charles Wingate, alto ufficiale dell'esercito britannico, a fondare un corpo paramilitare ebraico che inizialmente prese il nome di squadra d'azione notturna ed in seguito divenne famosa con il nome di Palmach. In seguito i rapporti tra Sharett e Wingate divennero più tesi. Nel primo governo sorto dopo la nascita dello Stato di Israele ricoprì l'incarico di ministro degli esteri. Nel 1953, quando il premier David Ben-Gurion decise di ritirarsi, divenne primo ministro continuando a mantenere la carica di ministro degli esteri.
Il suo governo fu ammantato da un alone di provvisorietà che ne minò l'autorevolezza ed il prestigio, in quanto tutti gli alti dirigenti del Mapai e gli alti ufficiali dell'esercito continuarono a considerare Ben Gurion il loro leader. Quando il 2 novembre del 1955 Ben Gurion tornò ad essere primo ministro confermò a Sharett l'incarico di ministro degli esteri. Tuttavia i rapporti tra i due leader si erano irrimediabilmente deteriorati e pochi mesi dopo durante una riunione del consiglio dei ministri David Ben–Gurion gli disse: "Sono arrivato alla conclusione che la tua presenza al posto di ministro degli esteri non è più vantaggiosa per gli interessi dello Stato".
Tale episodio rappresentò la fine della sua carriera politica. Moshe Sharett scrisse inoltre i diari che grazie a Livia Rokach, un'israeliana ex sionista, figlia di Israel Rokach, ministro dell'interno di Israele nel governo di Sharett vennero pubblicati ne "Israel's Sacred Terrorism: A Study Based on Moshe Sharett's Personal Diary and Other Documents".

## La linea politica
Prima della nascita dello Stato di Israele Sharett fu un protagonista della lotta che portò alla sua fondazione. Dopo la guerra di indipendenza egli fu non a torto considerato una "colomba" all'interno del suo partito e cercò di frenare l'irruenza e la spregiudicatezza politica dell'allora "falco" Ben Gurion per far affermare una politica che tenesse conto delle sensibilità arabe ed internazionali.
Per questo motivo all'epoca si trovò in minoranza all'interno della stessa sinistra israeliana. Oggi possiamo dire che gli ideali di Sharett ispirano il movimento pacifista israeliano.